# Font de Sampitot
La Font de Sampitot és una font barroca d'Os de Balaguer (Noguera) inclosa a l'Inventari del Patrimoni Arquitectònic de Catalunya.

## Descripció
És una edificació exempta de planta rectangular, amb l'interior cobert amb volta de canó i teulada a dues aigües.
El coronament de la façana, amb un frontis de forma triangular, és rematat per una figura de neptú o Sampitot, flanquejada per dos gerros amb motius florals als extrems de la base.
Han desaparegut els antics abeuradors dels animal, però existeixen uns bancs laterals als costats de la font.
La construcció segueix la mateixa tipologia que les fonts de Bellpuig de les Avellanes i Castelló.

## Història
La construcció d'aquesta font és del segle xviii. Sampitot fou construïda amb l'ajuda i l'entusiasme de tots els veïns del poble. Antigament era lloc de reunió, o "lloc social" on es trobaven els habitants d'Os quan anaven a buscar aigua.